# 70’s Robot Anime Geppy-X
70’s Robot Anime Geppy-X — компьютерная игра, выпущенная на приставке пятого поколения Sony Playstation. Выпущена только для Японии 27 мая 1999 года. Игра представляет собой пародию на популярные аниме-сериалы 1970-х годов, в частности, аниме «Super Robot», созданное автором Го Нагаи. Помимо инструментальной музыки, были также записаны реальные песни знаменитых японских исполнителей, таких как, Кагеяма Хиронобу и MIO. Каждый уровень сопровождается опенингом и эндингом в исполнении Исао Сасаки (также записавшего опенинг и эндинг к аниме Го Нагая и Кена Ишикавы Getter Robo, а также к сериалу «UFO Robot Grendizer») . По задумке авторов, игра должна давать игроку ощущение, будто он смотрит по телевизору серию аниме. У игры существует три концовки, зависящие только от решения игрока.

## Сюжет
На Землю в 1970-е годы (в игре дата 197X), началось вторжение космических Бист-Корпуса, во главе с Сатаной Дебин — вселенского дьявола империи. Ву — глава, Доктор Космического Института Роботов ожидал этого вторжения, поэтому он спроектировал супер-робота, который был тайно создан под названием «Getting PX». Робот должен защитить землю от нашествия пришельцев.